# École supérieure des technologies industrielles avancées
La École supérieure des technologies industrielles avancées (también conocida como ESTIA) es una escuela de ingenieros de Francia.
Está ubicado en Bidart. También es miembro del Groupe ISAE y de la conferencia de grandes écoles. Forma principalmente ingenieros generalistas de muy alto nivel, destinados principalmente para el empleo en las empresas.

## Profesor notable
- Jean Michel Larrasket, un profesor universitario e ingeniero francés